# Lambsbach

Lambsbach este un afluent al râului Blies în sud-vestul landului Renania-Palatinat și în estul landului Saarland.